# Wybory prezydenckie w Rosji w 1991 roku
Wybory prezydenckie w Rosji w 1991 roku odbyły się 12 czerwca 1991. Były to pierwsze wybory prezydenckie w Rosji. Wybory wygrał Borys Jelcyn, który tym samym został  prezydentem istniejącej wtedy jeszcze Rosyjskiej Federacyjnej Socjalistycznej Republiki Radzieckiej.

Wyniki wyborów w 1991 roku:
Borys Jelcyn
Nikołaj Ryżkow
Aman Tulejew

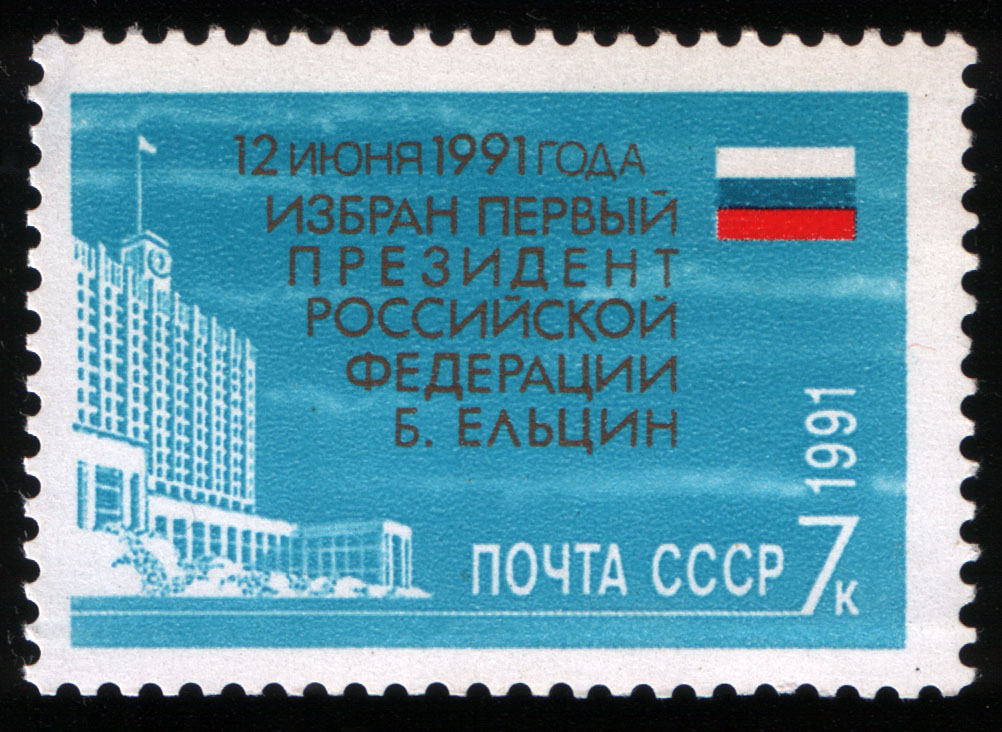
Znaczek pocztowy wydany z okazji upamiętnienia wyborów

     Borys Jelcyn
     Nikołaj Ryżkow
     Aman Tulejew

## Sondaże
Wszechrosyjskie Centrum Badań Opinii Publicznej przeprowadziło sondaże, w których zostało zadane pytanie: „W jakim stopniu popierasz następujących działaczy politycznych?”. Poniższa tabela przedstawia rezultaty badań.
| Ośrodek badawczy | Data             |        |           |        |
| Ośrodek badawczy | Data             | Jelcyn | Gorbaczow | Ryżkow |
| ---------------- | ---------------- | ------ | --------- | ------ |
| Ośrodek badawczy | Data             |        |           |        |
| WCIOM            | grudzień 1989    | 29%    | 52%       | 52%    |
| WCIOM            | maj 1990         | 26%    | 36%       | 34%    |
| WCIOM            | lipiec 1990      | 60%    | 28%       | 25%    |
| WCIOM            | sierpień 1990    | 56%    | 22%       | 20%    |
| WCIOM            | październik 1990 | 61,9%  | 21,1%     | 15,4%  |

## Wyniki

### Oficjalne wyniki[2][3]
| Kandydat                      | Głosy      | Procent |
| ----------------------------- | ---------- | ------- |
| Borys Nikołajewicz Jelcyn     | 45 552 041 | 57,30%  |
| Nikołaj Iwanowicz Ryżkow      | 13 359 335 | 16,85%  |
| Władimir Wolfowicz Żyrinowski | 6 211 007  | 7,81%   |
| Aman Gumirowicz Tulejew       | 5 417 464  | 6,81%   |
| Albiert Michajłowicz Makaszow | 2 969 511  | 3,74%   |
| Wadim Wiktorowicz Bakatin     | 2 719 757  | 3,42%   |
| Głosy nieważne                | 1 716 757  | 2,16%   |
| Głosy na nikogo               | 1 525 410  | 1,92%   |
| Razem                         | 79 471 282 | 100%    |
| Frekwencja                    | Frekwencja | 76,66%  |